# 1793 (roman)
1793 är en svensk historisk deckare från 2017, skriven av författaren Niklas Natt och Dag och utgiven på Bokförlaget Forum. Rättigheterna till boken har sålts till mer än 30 länder, på engelska har den titeln The Wolf and the Watchman.
1793 är Natt och Dags debutroman och första delen i trilogin Bellman noir. Uppföljaren kom 2019 och heter 1794. Den tredje och avslutande boken utkom 2021 och heter 1795. Handlingen utspelar sig år 1793 och kretsar kring Mickel Cardell och Cecil Winge, som utreder ett fall där en kropp utan armar och ben har hittats i sjön Fatburen på Södermalm i Stockholm. 
Inspirationskällan till bokens tillkomst var Rosens namn av Umberto Eco medan miljöskildringarna är inspirerade av Carl Michael Bellmans beskrivningar av 1700-talet.
Romanen har erhållit flera priser, den utsågs till "Årets bästa svenska debut" 2017 av Svenska Deckarakademin, på 2018 års Bokmässan i Göteborg tilldelades boken även Crimetime Specsavers Award för bästa deckardebut. Den röstades fram som Årets bok (2018) av Bonniers Bokklubbar och försäljningssiffrorna ligger över 250 000 exemplar i Sverige. I april 2019 tilldelades ljudboksversionen, inläst av Martin Wallström, pris för bästa roman i Storytel Awards (tidigare Stora Ljudbokspriset).
I maj 2023 tilldelades 1794 och 1795 Mystery Writers of Japan Award för bästa översatta kriminalroman.